# فرنسا ما بين الحربين
يغطي موضوع فرنسا ما بين الحربين تاريخَ فرنسا السياسي والاقتصادي والدبلوماسي والثقافي والاجتماعي منذ عام 1918 وحتى عام 1939. عانت فرنسا بشدة خلال الحرب العالمية الأولى من ناحية الأرواح التي أُزهقت، والمحاربين القدامى المعوقين، والزراعة المدمّرة، والمناطق الصناعية التي احتلتها ألمانيا، بالإضافة إلى الاقتراض الضخم من الولايات المتحدة وبريطانيا والشعب الفرنسي. على أي حال، كانت إعادة الإعمار بعد الحرب سريعةً، وقد انتهى التاريخ الطويل للحرب السياسية على أسس دينية في تلك الفترة.
اشتهرت الثقافة الباريسية عالميًا في عشرينيات القرن الماضي، إذ ساهم الفنانون والموسيقيون والكُتّاب المغتربون بتفتحهم الثقافي، مثل موسيقى الجاز، وكانت الإمبراطورية الفرنسية في حالة ازدهار، خاصة في شمال إفريقيا وإفريقيا جنوب الصحراء الكبرى. رغم أن الهدف الرسمي كان الاستيعاب الكامل، فقد جرى استيعاب عدد قليل من المستعمرين فعليًا.
كانت المخاوف الكبرى إجبار ألمانيا على دفع تعويضات عن أضرار الحرب وضمان أنها وبتعداد سكانها الكبير لن تكون تهديدًا عسكريًا في المستقبل. سارت الجهود المبذولة لإقامة تحالفات عسكرية بصورة سيئة. بقيت العلاقات مع ألمانيا متوترة للغاية حتى عام 1924، حين استقرت بفضل القروض المصرفية الأمريكية الكبيرة. على أي حال، تضرر الاقتصاد الألماني بشدة بعد عام 1929 بسبب الكساد الكبير، وانحدر مشهدها السياسي إلى الفوضى والعنف. سيطر النازيون تحت قيادة هتلر في أوائل عام 1933 وأعادوا تسليحهم بقوة. كانت باريس منقسمة بشدة بين السلام وإعادة التسلّح، لذلك دعمت جهود لندن لاسترضاء هتلر.
أصبحت السياسة الداخلية الفرنسية فوضوية وقاتمة بصورة متزايدة بعد عام 1932، متأرجحةً ذهابًا وإيابًا بين اليمين واليسار، دون وضع أهداف واضحة بعين الاعتبار. خضع الاقتصاد أخيرًا للكساد الكبير بحلول عام 1932 ولم يتعافَ. أصبح المزاج الشعبي سيئًا للغاية وركّز سخطَه على المراكز الحكومية المرموقة. كان هناك تهديد متزايد للعنف اليميني المُسيَّس في شوارع باريس، لكن لم تتمكن التجمعات اليمينية العديدة من تشكيل ائتلاف سياسي.
في اليسار، جمعت الجبهة الشعبية الراديكاليين (مجموعة وسطية) والاشتراكيين والشيوعيين. بقي الائتلاف في السلطة لمدة 13 شهرًا من عام 1936 وحتى عام 1937. بعد إضرابات النقابات العمالية الضخمة، أقرَّ سلسلة من الإصلاحات المصممة لمساعدة الطبقات العاملة. كانت الإصلاحات فاشلة في أغلبها، وقد انهارت الجبهة الشعبية المحبطة بشأن قضايا السياسة الخارجية.
بدأت الحرب حين وصلت ألمانيا هتلر بصورة مذهلة إلى انفراج مع الاتحاد السوفيتي في عهد ستالين في شهر أغسطس من عام 1939، واحتلت الدولتان بولندا في سبتمبر من نفس العام. تعهدت فرنسا وبريطانيا بالدفاع عن بولندا وبذلك أعلنتا الحرب على ألمانيا.

## خسائر زمن الحرب
عانت فرنسا ضررًا بشريًا واقتصاديًا بالغًا خلال الحرب. شملت الخسائر البشرية 1.3 مليون شخص قُتلوا، أو 10.5 بالمئة من الفرنسيين المتوفرين، بالمقارنة مع 9.8 بالمئة من ألمانيا و5.1 بالمئة من بريطانيا العظمى. بالإضافة إلى ذلك، أُصيب 1.1 مليون من المحاربين القدامى بجروح بالغة وأصبح أغلبهم عاجزين. توفي مئات الألوف من المدنيين في جائحة الإنفلونزا «الإسبانية»، التي حدثت مع نهاية الحرب. تعرض السكان لمزيد من الضعف بسبب الإجهاضات، التي بلغت نحو 1.4 مليون بينما كان الرجال في الحرب.
من الناحية المالية، قدّر الاقتصادي ألفريد سوفي خسارةً تبلغ 55 مليار فرنك (حسب القيمة المالية لعام 1913)، أو ما يعادل 15 شهرًا من الدخل القومي لم يكن من الممكن استعادتها مطلقًا. عاث الاحتلال الألماني القاسي فسادًا على مساحة تبلغ 13,000 ميل مربع في شمال شرق فرنسا. بالإضافة إلى ساحات المعارك المدمرة، تضررت السكك الحديدية، والجسور، والمناجم، والمصانع، والمكاتب التجارية، والمساكن الخاصة في المنطقة بصورة شديدة. نهب الألمان المصانع والمزارع، وأخذوا الآلات والأدوات بالإضافة إلى 840,000 رأس من الماشية، و400,000 حصان، و900,000 خروف، و330,000 خنزير.
وعدت الحكومة بتحسين الأوضاع مجددًا، وخصصت لذلك 20 مليار فرنك. تمثلت الخطة بجعل ألمانيا تُسدد كل شيء عن طريق التعويضات. كانت الإصلاحات وإعادة البناء سريعة وناجحة للغاية.

## النمو الاقتصادي والاجتماعي
ازداد تعداد السكان الإجمالي بين الحربين بصورة بطيئة للغاية من 38.8 مليون في عام 1921 إلى 41.2 مليون في عام 1936. من الناحية التعليمية، كان هناك تحسن ثابت، وارتفع معدل الالتحاق بالتعليم الثانوي من 158,000 في عام 1921 إلى 248,000 في عام 1836. ارتفع معدل الالتحاق بالجامعات من 51,000 إلى 72,000. في السنة العادية، كان يحدث ما بين 300 و1200 إضراب، ووصل العدد إلى 17,000 في عام 1936، إذ ارتفعت أعداد المضربين من 240,000 في عام 1929 إلى 2.4 مليون في عام 1936. كما هو الحال في الدول الصناعية الأخرى، ارتفعت الصادرات بسرعة في عشرينيات القرن الماضي، ثم انخفضت بصورة كبيرة في الثلاثينيات.
كان الناتج المحلي الإجمالي مستقرًا تمامًا في ثلاثينيات القرن الماضي، إذ قاومت فرنسا الكساد الكبير بصورة ناجحة في جميع أنحاء العالم. استعاد الإنتاج الصناعي مستويات ما قبل الحرب بحلول عام 1924، وتناقص بنسبة 10 بالمئة فقط خلال فترة الكساد. طوال فترة ما بين الحربين، كان إنتاج الفولاذ والفحم قويًا، وأصبح إنتاجُ السيارات القطاعَ الصناعي الجديد الأهم خلال عشرينيات القرن الماضي.

### الحركة العمالية
دعمت النقابات العمالية المجهودَ الحربي ونمَتْ بسرعة حتى عام 1919. كان الإضراب العام وإضرابات السكك الحديدية لعام 1920 فاشلة تمامًا؛ طُرد 25,000 من رجال السكك الحديدية الناشطين في النقابات، ووضعت الشركات القادةَ النقابيين على القائمة السوداء، وتراجعت العضوية النقابية. في عام 1921، تفككت الكونفدرالية العامة للشغل (سي جي تي) بصورة نهائية، وشكل العناصر الأكثر تطرفًا الكونفدرالية العامة للشغل الوحدوي (سي جي تي يو). جنّدت الكونفدرالية النقابيين الذين أرادوا الملكية النقابية المباشرة والسيطرة على المصانع من أجل تحقيق الفائدة للعمال. سرعان ما فَقدَت روحَ النقابيةِ الثورية وأصبحت تحت السيطرة المباشرة للحزب الشيوعي، الذي خضع بدوره لسيطرة البروفينتيرن، نقابة العمال الحمراء الدولية، التي يقع مقرها في الكرملين.
في عشرينيات القرن للماضي وثلاثينياته، أصبحت نقابة باريس للمعادن منصةَ الاختبار للاتحادية الشيوعية على مستوى المصنع. انتشر النموذج إلى جميع النقابات الشيوعية مع تحوّل الحزب من الفوز بالأصوات في الانتخابات العامة إلى السيطرة على خلايا المصنع. سيطر عدد قليل من أعضاء الحزب المنضبطين على الخلايا، التي سيطرت بدورها على النقابة بكاملها في المصنع. حققت الاستراتيجية نجاحًا وكانت ضرورية للنمو السريع في ثلاثينيات القرن الماضي.
تضاعفت العضوية النقابية خلال الحرب ووصلت إلى ذروة بلغت 2,000,000 لعام 1919 من بين نحو 8,000,000 عامل صناعي، أو ما يشكل 25 بالمئة تقريبًا. بعد الانخفاض في عام 1921، ازدادت العضوية ببطء لتصل إلى 1,500,000 في عام 1930، أو 19℅ من الموظفين البالغ عددهم 8 ملايين في ذلك العام. حدثت أشد الخسائر في مصانع المعادن ومصانع الأقمشة والبناء. كانت الكثافة الأكبر في مجال الطباعة، حيث شكّل الأعضاء نسبة 40℅ من العمال. انضم عمال الياقات الزرقاء الحكوميون بصورة متزايدة إلى النقابة بحلول عام 1930، وخاصة عمال السكك الحديدية والترام.

### الكساد الكبير
ضرب الكساد الكبير فرنسا بين عامَي 1931 و1939 لكنه كان أخفّ من باقي الدول الصناعية. في حين نما الاقتصاد في عشرينيات القرن الماضي بسرعة كبيرة بمعدل 4.4℅ في العام، كانت الزيادة في الثلاثينيات 0.6℅ فقط.